# Route nationale 112 (Chine)
Pour les articles homonymes, voir G112 et Route nationale 112.
La route nationale 112 ou G 112 est une route nationale de Chine qui sert de grande ceinture périphérique autour de Pékin. La route mesure près de 1 228 km.

## Étapes
La liste suivante recense quelques étapes au fil de la route, ainsi que leur distance par rapport au début de la route, à Gaobeidian.
| Étape          | Subdivision | Distance à Gaobeidian     | Localisation |
| -------------- | ----------- | ------------------------- | ------------ |
| Gaobeidian     | Hebei       | +0000,                    |              |
| Bazhou         | Hebei       | +0059,                    |              |
| Xiqing         | Tianjin     | +0118,                    |              |
| Beichen        | Tianjin     | +0136,                    |              |
| Ninghe         | Tianjin     | +0207,                    |              |
| Fengnan        | Hebei       | +0245,                    |              |
| Tangshan       | Hebei       | +0262,                    |              |
| Fengrun        | Hebei       | +0288,                    |              |
| Zunhua         | Hebei       | +0332,                    |              |
| Xinglong       | Hebei       | +0403,                    |              |
| Yingshouyingzi | Hebei       | +0430,                    |              |
| Fengning       | Hebei       | +0645,                    |              |
| Chicheng       | Hebei       | +0789,                    |              |
| Xuanhua        | Hebei       | +0885,                    |              |
| Laiyuan        | Hebei       | +1 086,                   |              |
| Xian de Yi     | Hebei       | +1 191,                   |              |
| Laishui        | Hebei       | +1 210,                   |              |
| Gaobeidian     | Hebei       | +1 288, (point de départ) |              |